# Турнір чемпіонок Qatar Airways 2012, одиночний розряд
Змагання в одиночному розряді жіночого тенісного турніру Турнір чемпіонок WTA Qatar Airways 2012 відбулися в рамках Туру WTA 2012.
Ана Іванович була чинною чемпіонкою, але цього разу не захищала свій титул через участь у Кубку Федерації 2012.
Надія Петрова здобула титул, у фіналі перемігши Каролін Возняцкі з рахунком 6-2, 6-1.

## Сіяні гравчині
| 1. Каролін Возняцкі (фінал) 2. Надія Петрова (переможниця) 3. Марія Кириленко (коловий турнір, знялась) 4. Роберта Вінчі (півфінал) | 1. Сє Шувей (коловий турнір) 2. Чжен Цзє (коловий турнір) 3. Даніела Гантухова (коловий турнір) 4. Цветана Піронкова (півфінал) |

### Запасні
| 1. Софія Арвідссон (коловий турнір, замінила Марію Кириленко) | 1. Алізе Корне (не брала участі) |

## Основна сітка

### Легенда
| - Q = Кваліфаєр - WC = Вайлд-кард - LL = Щасливий лузер | - Alt = Заміна - SE = Виняток - PR = Захищений рейтинг | - w/o = Без гри - r = Зняття - d = Присуджено перемогу |

### Фінальна частина
|  | Півфінали | Півфінали         | Півфінали     | Півфінали | Півфінали |               |                  | Фінал | Фінал | Фінал | Фінал | Фінал |
|  |           |                   |               |           |           |               |                  |       |       |       |       |       |
|  | 1         | Каролін Возняцкі  | 6             | 6         |           |               |                  |       |       |       |       |       |
|  | 8/В-к     | Цветана Піронкова | 4             | 1         |           |               |                  |       |       |       |       |       |
|  | 8/В-к     | Цветана Піронкова | 4             | 1         |           | 1             | Каролін Возняцкі | 2     | 1     |       |       |       |
|  |           |                   |               |           |           | 1             | Каролін Возняцкі | 2     | 1     |       |       |       |
|  |           | 2                 | Надія Петрова | 6         | 6         |               |                  |       |       |       |       |       |
|  | 2         | 2                 | Надія Петрова | 6         | 6         | Надія Петрова | 68               | 6     | 6     |       |       |       |
|  | 2         |                   |               |           |           | Надія Петрова | 68               | 6     | 6     |       |       |       |
|  | 4         | Роберта Вінчі     | 7             | 1         | 4         |               |                  |       |       |       |       |       |

### Група "Сердика"
|   |                   | К Возняцкі     | Р Вінчі  | С Шувей       | Д Гантухова    | Матчів В–П | Сетів В–П | Геймів В–П | Положення |
| 1 | Каролін Возняцкі  |                | 6-3, 6-1 | 6-2, 6-2      | 3-6, 7-64, 6-4 | 3-0        | 6-1       | 40-24      | 1         |
| 4 | Роберта Вінчі     | 3-6, 1-6       |          | 6-1, 6-2      | 6-1, 6-2       | 2-1        | 4-2       | 28-18      | 2         |
| 5 | Сє Шувей          | 2-6, 2-6       | 1-6, 2-6 |               | 6-1, 0-6, 6-4  | 1-2        | 2-5       | 19-29      | 3         |
| 7 | Даніела Гантухова | 6-3, 64-7, 4-6 | 1-6, 2-6 | 1-6, 6-0, 4-6 |                | 0-3        | 1-6       | 30-40      | 4         |

За рівної кількості очок положення визначається: 1) Кількість перемог; 2) Кількість матчів; 3) Якщо двоє тенісисток після цього ділять місце, особисті зустрічі; 4) Якщо троє тенісисток після цього ділять місце, кількість виграних сетів, кількість виграних геймів; 5) Рішення організаційного комітету.

### Група "Средець"
|   |                                         | Н Петрова                       | Кириленко С Авідссон            | Ц Чжен                   | Ц Піронкова               | Матчів В–П | Сетів В–П | Геймів В–П | Положення |
| 2 | Надія Петрова                           |                                 | 3-6, 7-64, 6-3 (в/ М Кириленко) | 6-3, 6-3                 | 5-7, 6-1, 6-3             | 3-0        | 6-2       | 45-32      | 1         |
| 3 | Кириленко Марія Юріївна Софія Арвідссон | 6-3, 64-7, 3-6 (в/ М Кириленко) |                                 | 5-1, rit (в/ С Авідссон) | 6-1, 6-4 (в/ М Кириленко) | 1-1 1-0    | 3-2 0-0   | 27-21 5-1  | X 3       |
| 6 | Чжен Цзє                                | 3-6, 3-6                        | 1-5, rit (в/ С Авідссон)        |                          | 6-2, 4-6, 64-7            | 0-3        | 1-4       | 23-32      | 4         |
| 8 | Цветана Піронкова                       | 7-5, 1-6, 3-6                   | 1-6, 4-6 (в/ М Кириленко)       | 2-6, 6-4, 7-64           |                           | 1-2        | 3-5       | 31-45      | 2         |

За рівної кількості очок положення визначається: 1) Кількість перемог; 2) Кількість матчів; 3) Якщо двоє тенісисток після цього ділять місце, особисті зустрічі; 4) Якщо троє тенісисток після цього ділять місце, кількість виграних сетів, кількість виграних геймів; 5) Рішення організаційного комітету.